# Tennis-Bundesliga 2023
Die Tennis-Bundesliga 2023 besteht aus drei Ligen, in denen bei den Herren, Damen und Herren 30 jeweils zwischen sieben und 10 Mannschaften um die Titel der Deutschen Mannschaftsmeister kämpfen. Es handelt sich dabei um die 1. Bundesliga Herren, die 1. Bundesliga Damen und die 1. Bundesliga Herren 30.
Daneben gibt es bei den Damen und Herren als direkten Unterbau die 2. Bundesliga Herren und Damen.

## Organisation
Die Tennis-Bundesligen in Deutschland werden vom Deutschen Tennis Bund mit Sitz in Hamburg veranstaltet und organisiert. Grundlage für die Durchführung sind neben den Tennisregeln der ITF, die Turnierordnung des DTB sowie das Bundesliga-Statut.

## Namenssponsoren
Namenssponsor der 1. Tennis-Bundesliga der Herren ist 2023 der Online-Tennis-Versandhändler Tennispoint. Die Bundesligen der Damen und Herren 30 haben 2023 keinen Namenssponsor.

## Tennis-Bundesliga der Herren 2023

### 1. Tennis-Bundesliga der Herren
|     | Mannschaft                      | Begegnungen                 | Punkte                      | Matches                     | Sätze                       | Spiele                      |
| --- | ------------------------------- | --------------------------- | --------------------------- | --------------------------- | --------------------------- | --------------------------- |
| 1.  | TC Bredeney                     | 9                           | 12:4                        | 30:18                       | 66:43                       | 491:426                     |
| 2.  | TK Grün-Weiss Mannheim          | 9                           | 10:6                        | 28:20                       | 64:44                       | 504:407                     |
| 3.  | TC Großhesselohe                | 9                           | 9:7                         | 26:22                       | 61:51                       | 490:458                     |
| 4.  | Badwerk Gladbacher HTC          | 9                           | 9:7                         | 26:22                       | 60:53                       | 464:450                     |
| 5.  | Kurhaus Lambertz Aachen         | 9                           | 9:7                         | 26:22                       | 57:53                       | 467:443                     |
| 6.  | Tennispark Bärchen Versmold (N) | 9                           | 9:7                         | 24:24                       | 57:55                       | 480:470                     |
| 7.  | Team Marc O’Polo Rosenheim      | 9                           | 6:10                        | 22:26                       | 50:64                       | 431:495                     |
| 8.  | Frankfurter TC Palmengarten (N) | 9                           | 5:11                        | 17:31                       | 40:71                       | 403:534                     |
| 9.  | Tennis Ewige Liebe Neuss        | 9                           | 3:13                        | 17:31                       | 44:65                       | 446:493                     |
| 10. | Rochusclub Düsseldorf (M)       | zurückgezogen am 19.12.2022 | zurückgezogen am 19.12.2022 | zurückgezogen am 19.12.2022 | zurückgezogen am 19.12.2022 | zurückgezogen am 19.12.2022 |

|                      |                                                                |
| Zum Saisonende 2022: |                                                                |
| (M)                  | Meister, Meister in der Vorsaison                              |
| (N)                  | Neuling, Aufsteiger aus der 2. Tennis-Bundesliga (Herren) 2022 |

| Zum Saisonende 2023: |
| Meister: TC Bredeney Absteiger in die 2. Tennis-Bundesliga (Herren) 2024: Rochusclub Düsseldorf und Tennis Ewige Liebe Neuss |

### 2. Tennis-Bundesliga der Herren

#### 2. Tennis-Bundesliga Nord
|     | Mannschaft                    | Begegnungen | Punkte | Matches | Sätze  | Spiele  |
| --- | ----------------------------- | ----------- | ------ | ------- | ------ | ------- |
| 01. | TK Blau-Weiss Aachen          | 8           | 16:0   | 50:22   | 105:58 | 760:643 |
| 02. | KTHC Stadion Rot-Weiss        | 8           | 12:4   | 54:18   | 116:52 | 769:553 |
| 03. | HTC Blau-Weiß Krefeld (A)     | 8           | 10:6   | 42:30   | 95:69  | 745:646 |
| 04. | LTTC Rot-Weiß Berlin          | 8           | 10:6   | 36:36   | 83:82  | 699:678 |
| 05. | TC Ohligs (N)                 | 8           | 8:8    | 33:39   | 80:88  | 691:684 |
| 06. | Suchsdorfer SV (N)            | 8           | 6:10   | 32:40   | 75:90  | 644:668 |
| 07. | TC 1899 Blau-Weiss Berlin (N) | 8           | 6:10   | 31:41   | 79:95  | 658:746 |
| 08. | THC Brühl                     | 8           | 4:12   | 29:43   | 71:93  | 654:719 |
| 09. | Bremer TC 1912                | 8           | 0:16   | 17:55   | 40:117 | 510:793 |

#### 2. Tennis-Bundesliga Süd
|     | Mannschaft                     | Begegnungen | Punkte | Matches | Sätze  | Spiele  |
| --- | ------------------------------ | ----------- | ------ | ------- | ------ | ------- |
| 01. | BASF TC Ludwigshafen (A)       | 8           | 16:0   | 52:20   | 111:55 | 775:619 |
| 02. | TC Augsburg Siebentisch        | 8           | 12:4   | 45:27   | 96:68  | 735:661 |
| 03. | TC Wolfsberg Pforzheim         | 8           | 10:6   | 36:36   | 86:83  | 715:705 |
| 04. | TV Reutlingen                  | 8           | 8:8    | 42:30   | 94:74  | 730:669 |
| 05. | TC Ismaning (N)                | 8           | 8:8    | 35:37   | 84:91  | 675:739 |
| 06. | Eintracht Frankfurt Tennis (N) | 8           | 6:10   | 33:39   | 73:87  | 674:690 |
| 07. | TC Weiß-Blau Würzburg          | 8           | 6:10   | 27:45   | 69:98  | 611:704 |
| 08. | TC Bad Vilbel (N)              | 8           | 4:12   | 29:43   | 72:97  | 673:754 |
| 09. | TC Schießgraben Augsburg (N)   | 8           | 2:14   | 25:47   | 70:102 | 675:722 |

## Tennis-Bundesliga der Herren 30 2023

### 1. Tennis-Bundesliga der Herren 30

#### Finalrunde
| Heim                | Auswärts         | Matches | Sätze | Spiele |
| ------------------- | ---------------- | ------- | ----- | ------ |
| TC Pfarrkirchen (M) | TC Union Münster | 5:4     | 12:12 | 85:92  |

#### 1. Tennis-Bundesliga Nord
|     | Mannschaft            | Begegnungen | Punkte | Matches | Sätze | Spiele  |
| --- | --------------------- | ----------- | ------ | ------- | ----- | ------- |
| 01. | TC Union Münster      | 6           | 12:0   | 47:7    | 97:18 | 607:262 |
| 02. | TV Espelkamp-Mittwald | 6           | 10:2   | 33:21   | 71:44 | 508:384 |
| 03. | ETB Schwarz-Weiss (A) | 6           | 8:4    | 28:26   | 57:59 | 467:511 |
| 04. | Dorstener TC          | 6           | 6:6    | 31:23   | 68:50 | 513:441 |
| 05. | TUS St. Hubert (A)    | 6           | 4:8    | 20:34   | 49:70 | 440:518 |
| 06. | TC Wernigerode (A)    | 6           | 2:10   | 16:38   | 36:83 | 399:567 |
| 07. | SV Reinickendorf 1896 | 6           | 0:12   | 14:40   | 33:87 | 334:585 |

(M) – amtierender Deutscher Meister der Herren 30

(A) – Aufsteiger aus der Tennis-Regionalliga

#### 1. Tennis-Bundesliga Süd
|     | Mannschaft           | Begegnungen | Punkte | Matches | Sätze | Spiele  |
| --- | -------------------- | ----------- | ------ | ------- | ----- | ------- |
| 01. | TC Pfarrkirchen (M)  | 6           | 12:0   | 49:5    | 98:13 | 624:234 |
| 02. | TC Dachau (A)        | 6           | 10:2   | 34:20   | 74:49 | 537:445 |
| 03. | TC Großhesselohe     | 6           | 8:4    | 28:26   | 62:61 | 488:502 |
| 04. | TV Ober-Eschbach (A) | 6           | 6:6    | 27:27   | 59:63 | 467:507 |
| 05. | TC Bad Homburg       | 6           | 4:8    | 24:30   | 56:62 | 461:483 |
| 06. | MTTC Iphitos München | 6           | 2:10   | 17:37   | 39:77 | 367:552 |
| 07. | BASF TC Ludwigshafen | 6           | 0:12   | 10:44   | 27:90 | 342:563 |

(M) – amtierender Deutscher Meister der Herren 30

(A) – Aufsteiger aus der Tennis-Regionalliga

## Tennis-Bundesliga der Damen 2023

### 1. Tennis-Bundesliga der Damen
|    | Mannschaft                         | Begegnungen | Punkte | Matches | Sätze | Spiele  |
| -- | ---------------------------------- | ----------- | ------ | ------- | ----- | ------- |
| 1. | TC Bredeney (M)                    | 7           | 14:0   | 45:18   | 97:42 | 668:457 |
| 2. | TK Blau-Weiss Aachen               | 7           | 10:4   | 40:23   | 90:55 | 654:497 |
| 3. | TC 1899 Blau-Weiss Berlin          | 7           | 6:8    | 35:28   | 78:64 | 579:550 |
| 4. | TC Blau-Weiß Dresden-Blasewitz     | 7           | 6:8    | 30:33   | 76:75 | 569:575 |
| 5. | Der Club an der Alster Hamburg (N) | 7           | 6:8    | 27:36   | 59:82 | 504:620 |
| 6. | TEC Waldau                         | 7           | 6:8    | 26:37   | 65:87 | 568:612 |
| 7. | TC Bernhausen (N)                  | 7           | 4:10   | 25:38   | 57:81 | 546:634 |
| 8. | DTV Hannover (N)                   | 7           | 4:10   | 24:39   | 55:88 | 480:623 |

|                      |                                                               |
| Zum Saisonende 2022: |                                                               |
| (M)                  | Meister, Meister in der Vorsaison                             |
| (N)                  | Neuling, Aufsteiger aus der 2. Tennis-Bundesliga (Damen) 2022 |

| Zum Saisonende 2023:                                                                                    |
| Meister: TC Bredeney Absteiger in die 2. Tennis-Bundesliga (Damen) 2024: TC Bernhausen und DTV Hannover |

### 2. Tennis-Bundesliga der Damen

#### 2. Tennis-Bundesliga Nord
|    | Mannschaft                | Begegnungen | Punkte | Matches | Sätze | Spiele  |
| -- | ------------------------- | ----------- | ------ | ------- | ----- | ------- |
| 1. | LTTC Rot-Weiß Berlin (N)  | 7           | 14:0   | 45:18   | 95:45 | 676:433 |
| 2. | Tennis-Club SCC Berlin    | 7           | 10:4   | 43:20   | 94:45 | 660:441 |
| 3. | Bielefelder TTC           | 7           | 10:4   | 41:22   | 86:52 | 608:491 |
| 4. | TC GW Aachen              | 7           | 8:6    | 31:32   | 71:66 | 573:529 |
| 5. | Gladbacher HTC            | 7           | 6:8    | 26:37   | 57:84 | 484:629 |
| 6. | Großflottbeker THGC (N)   | 7           | 4:10   | 26:37   | 57:82 | 489:611 |
| 7. | Kölner HTC Blau-Weiss (N) | 7           | 4:10   | 20:43   | 50:95 | 467:667 |
| 8. | TC Union Münster (N)      | 7           | 0:14   | 20:43   | 53:94 | 507:663 |

| (A) | Absteiger aus der Bundesliga                |
| (N) | Neuling, Aufsteiger aus Tennis-Regionalliga |

#### 2. Tennis-Bundesliga Süd
|    | Mannschaft                      | Begegnungen | Punkte | Matches | Sätze | Spiele  |
| -- | ------------------------------- | ----------- | ------ | ------- | ----- | ------- |
| 1. | TA Sindelfingen                 | 7           | 14:0   | 45:18   | 97:46 | 654:444 |
| 2. | TC BW Vaihingen-Rohr (A)        | 7           | 12:2   | 43:20   | 90:58 | 604:524 |
| 3. | BASF TC Ludwigshafen            | 7           | 8:6    | 39:24   | 86:60 | 634:510 |
| 4. | Club am Marienberg Nürnberg (N) | 7           | 6:8    | 22:41   | 55:91 | 465:626 |
| 5. | TC GW Luitpoldpark              | 7           | 4:10   | 30:33   | 72:73 | 586:579 |
| 6. | TC Ascheim                      | 7           | 4:10   | 25:38   | 59:85 | 524:599 |
| 7. | TC Leonberg (N)                 | 7           | 4:10   | 24:39   | 62:85 | 543:622 |
| 8. | MTTC Iphitos München            | 7           | 4:10   | 24:39   | 60:83 | 542:648 |

| (A) | Absteiger aus der Bundesliga                |
| (N) | Neuling, Aufsteiger aus Tennis-Regionalliga |